# Willie Francis
Willie Francis (12 januari 1929 – 9 mei 1947) was een  Afro-Amerikaanse jongen die door de staat Louisiana tot de elektrische stoel werd veroordeeld vanwege de moord op Andrew Thomas, een drogist die zijn werkgever was. Na deze moord kon de dader niet gevonden worden, totdat Francis negen maanden later in augustus 1945 werd aangehouden vanwege een ander vergrijp met de portemonnee van Thomas op zak. Francis bekende maar beweerde ook dat er meer mensen betrokken waren bij de moord, die echter nooit door de politie gevonden werden.
Er is veel opschudding geweest over zijn rechtszaak omdat hij de eerste persoon was waarbij de executie door middel van de elektrische stoel mislukte. Een dronken gevangenismedewerker had de stoel niet goed aangesloten. Francis was tijdens deze eerste executie 16 jaar oud. Nadat de stroom werd ingeschakeld kreeg Francis een schok en schreeuwde hij herhaaldelijk: Stop it! Let me breathe!
Na het afbreken van de executie ging Francis in hoger beroep bij het Amerikaans Hooggerechtshof met het argument dat hij weliswaar nog leefde, maar wel al geëxecuteerd was, waartoe hij immers was veroordeeld. Deze zaak staat bekend als de zaak Francis vs. Resweber (Resweber was de sheriff onder wiens verantwoordelijkheid de executie uitgevoerd werd).
Het mocht niet baten en uiteindelijk werd Willie Francis op 18-jarige leeftijd opnieuw geëxecuteerd op 9 mei 1947. Later is er nog een documentaire over zijn laatste levensjaren gemaakt die werd ingesproken door acteur Danny Glover.